# Yavari Dayar
Yavari Dayar (en persan : ياوري دايار romanisé en Yāvarī Dāyār et également connu sous le nom de Dāyār) est un village de la province de Kermanshah en Iran. Lors du recensement de 2006, sa population était de 81 habitants répartis dans 18 familles.